# Шарло те гледа
Шарло те гледа је ауторски документарни филм глумице Соње Савић из 2003. године. Премијерно је приказан у Дому омладине у Београду у фебруару 2003. године.

## О филму
Филм је посвећен Ивици Вдовићу и Влајку Лалићу. Првобитни назив је Крај круга Љубљана, Београд, Загреб '80. Овај филм је бележница о људима који су припадали себи, односно акробатама који су знали да држе у балансу три народа. Уједно, филм подсећа на бенд Шарло акробата и албум Бистрији или тупљи човек бива кад. Шарло те гледа је уједно објашњење о нестанку једне алтернативне културе у некадашњој Југославији. Соња Савић је за потребе филма користила фотографије музичара и глумаца из осамдесетих година који су били чланову културне трупе Кугла-глумиште. Део филма говори о водећим људима из турбо фолк света, Саши Поповићу, Марини Туцаковић, Станку Црнобрњи. Филм је учествовао на фестивалу филма у Винковцима.